# Mikuláš Bakaľa
Mikuláš Bakaľa (Dolný Kubín, 4 januari 2001) is een Slowaaks voetballer die als middenvelder speelt. Op 14 augustus 2025 verruilde hij FC Den Bosch voor het Poolse Polonia Bytom.<

## Carrière
Bakaľa kwam in de jeugd uit voor de Slowaakse clubs MŠK Námestovo en FK Železiarne Podbrezová. Bij die laatste club maakte hij ook zijn debuut in het betaalde voetbal. Uiteindelijk kwam hij aldaar tot 105 competitiewedstrijden waarin hij vijfmaal wist te scoren. In 2022 zat hij voor Slowakije op de bank bij een wedstrijd tegen Chili. Ook daarna bleef hij reservespeler. In het seizoen 2023/24 was de eenmalig jeugdinternational aanvoerder van de club die op de zesde plaats eindigde in de hoogste Slowaakse voetbalcompetitie.
Op 26 mei 2024 werd bekend dat Bakaľa voor drie seizoenen, met een eenjarige cluboptie, heeft getekend bij FC Den Bosch. Hij debuteerde op 8 augustus voor FC Den Bosch in de met 2-0 verloren wedstrijd tegen FC Eindhoven. Bakal'a deed de gehele wedstrijd mee. Op 18 oktober 2024 maakte de Slowaak zijn eerste doelpunt voor FC Den Bosch. In de met 4-2 gewonnen wedstrijd tegen Vitesse schoot hij in de drieëntachtigste minuut, van buiten het strafschopgebied, de 3-2 binnen. Bakal'a kwam in zijn eerste seizoen voor de Bosschenaren tot vierendertig wedstrijden.
Op 14 augustus vertrok de middenvelder, ondanks een doorlopend contract, naar Polonia Bytom